# Dalton (motorfiets)
Dalton is een Brits historisch merk van motorfietsen.
De bedrijfsnaam was Dalton Motor Co. Ltd., Manchester.
De Dalton Motor Co. leverde van 1920 tot 1922 motorfietsen met eigen frames waarin 349- en 499 cc Blackburne-eencilindermotoren en 688cc-Coventry Victor-boxertwins werden gemonteerd. De eencilinders konden ook met schijfwielen worden geleverd.
De merknaam verwees naar het adres van het bedrijf: 17-19 Dalton Street in Manchester. Dalton was ook agent van Marloe-motorfietsen en lichte auto's van Deemster, LM en Castle Three. Het is mogelijk dat Dalton de motorfietsen niet zelf bouwde, maar dit elders liet doen om ze vervolgens onder de eigen naam te verkopen.